# Džozef Vajzenbaum
Džozef Vajzenbaum (8. januar 1923 — 5. mart 2008) je bio nemačko-američki informatičar i profesor na MIT-u. Vajzenbaumova nagrada i Vajzenbaumov institut nose njegovo ime.

## Život i karijera
Rođen u Berlinu u Nemačkoj od roditelja jevreja, pobegao je iz nacističke Nemačke u januaru 1936. emigrirajući sa porodicom u Sjedinjene Države. Počeo je da studira matematiku 1941. godine na Vejnovom Državnom univerzitetu, u Detroitu, Mičigen. Godine 1942, prekinuo je studije da bi služio u vazduhoplovstvu američke vojske kao meteorolog, pošto je odbijen za kriptolografski rad zbog statusa „neprijateljskog stranca“. Posle rata, 1946. godine, vratio se u Stejt Vejn, gde je stekao diplomu iz matematike 1948. godine, i magistraturu 1950. godine.
Oko 1952. godine, kao istraživački asistent u Vejnu, Vajzenbaum je radio na analognim računarima i pomogao u stvaranju digitalnog računara. Godine 1956, radio je za Dženeral elektrik na ERMA, kompjuterskom sistemu koji je uveo upotrebu magnetno kodiranih fontova utisnutih na donjoj ivici čekova, omogućavajući automatsku obradu čekova putem prepoznavanja znakova magnetnim mastilom (MICR). Objavio je kratak rad u Dejtamejšonu 1962. godine pod naslovom „Kako učiniti da računar izgleda inteligentno“ u kojem je opisao strategiju korišćenu u Gomoku programu koji bi mogao da pobedi početnike.
Godine 1963, preuzeo je poziciju vanrednog profesora na MIT-u zahvaljujući svom softveru SLIP (engl. Symmetric Lisp Processing). U roku od četiri godine dobio je mesto i zvanje redovnog profesora računarskih nauka i inženjerstva (1970. godine). Pored rada na MIT-u, Vajzenbaum je održavao akademske sastanke na Harvardu, Stanfordu, Univerzitetu u Bremenu i drugim univerzitetima.

## Radovi
- Weizenbaum, Joseph (1962). „How to Make a Computer Appear Intelligent”. Datamation. 8 (2): 22—24.
- "ELIZA — A Computer Program for the Study of Natural Language Communication between Man and Machine," Communications of the Association for Computing Machinery 9 (1966): 36-45.[6]
- Weizenbaum, Joseph (1976). Computer Power and Human Reason: From Judgment To Calculation. San Francisco: W. H. Freeman. ISBN 978-0-716-70464-5. OCLC 1527521.
- Weizenbaum, Joseph (1984). Kurs auf den Eisberg, oder, Nur das Wunder wird uns retten, sagt der Computerexperte (на језику: немачки). Zürich: Pendo. ISBN 3-85842-087-5. OCLC 15197911.
- Weizenbaum, Joseph (1997). Zur Anpassung des Designs an die digitalen Medien (на језику: немачки). Leipzig: Form + Zweck. ISBN 3-85842-087-5. OCLC 39949474.
- Weizenbaum, Joseph (2001). Computermacht und Gesellschaft freie Reden (на језику: немачки) (Orig.-Ausg, 1. Aufl изд.). Frankfurt am Main: Suhrkamp. ISBN 978-3-518-29155-9. OCLC 248065619.
- Islands in the Cyberstream: Seeking Havens of Reason in a Programmed Society. Sacramento: Litwin Books. 2015. ISBN 978-1-63400-000-0..
- Rudolf Steiner (1985). Renewal of the Social Organism. Anthroposophic Press. ISBN 0-88010-126-1.,  (cloth).  0-88010-125-3 (pbk.)

## Spoljašnje veze
- Joseph Weizenbaum: 1988 Winner of CPSR's Norbert Wiener Award for Professional and Social Responsibility
- Obituary, The Independent, 18 March 2008
- Obituary, The Times, 24 March 2008 Архивирано 2010-05-24 на сајту
- Frankfurter Allgemeine Zeitung, 11.11.2010 article about a documentary that was filmed shortly before his death
- „Obituary”. The New York Times. 13. 3. 2008., contains names of spouse and children.
- Tarnoff, Ben (25. 7. 2023). „A certain danger lurks there': how the inventor of the first chatbot turned against AI”. The Guardian.